# Oscarverleihung 1937
Übersicht aller ausgezeichneten Filme

◄ | 1934 | 1935 | 1936 | Oscarverleihung 1937 | 1938 | 1939 | 1940 | 1941 | ► | ►►

Weitere Ereignisse
Die Oscarverleihung 1937 fand am 4. März 1937 im Los Angeles Biltmore Hotel in Los Angeles statt. Es waren die 9th Annual Academy Awards. Im Jahr der Auszeichnung werden immer Filme des vorherigen Jahres ausgezeichnet, in diesem Fall also die Filme des Jahres 1936.
Erstmals werden auch die Besten Nebendarsteller und Besten Nebendarstellerinnen prämiert. Eine Kuriosität bei der Verleihung gab es auch, es war die einzige in der Geschichte, in der beide Drehbuchpreise an denselben Film (Louis Pasteur) gingen.
| Film                               | N | A |
| ---------------------------------- | - | - |
| Der große Ziegfeld                 | 7 | 3 |
| Ein rastloses Leben                | 7 | 4 |
| Zeit der Liebe, Zeit des Abschieds | 7 | 1 |
| Mein Mann Godfrey                  | 6 | 0 |
| San Francisco                      | 6 | 1 |
| Mr. Deeds geht in die Stadt        | 5 | 1 |
| Louis Pasteur                      | 4 | 3 |
| Romeo und Julia                    | 4 | 0 |
| Drei süße Mädels                   | 3 | 0 |
| Der General starb im Morgengrauen  | 3 | 0 |
| Der Verrat des Surat Khan          | 3 | 1 |
| Flucht aus Paris                   | 2 | 0 |
| Der Garten Allahs                  | 2 | 0 |
| The Gorgeous Hussy                 | 2 | 0 |
| Nimm, was du kriegen kannst        | 2 | 1 |
| Signale nach London                | 2 | 0 |
| Swing Time                         | 2 | 1 |
| Theodora wird wild                 | 2 | 0 |
| Winterset                          | 2 | 0 |
| Zum Tanzen geboren                 | 2 | 0 |

## Moderation
George Jessel

## Gewinner und Nominierte

### Bester Film
Der große Ziegfeld (The Great Ziegfeld) – Hunt Stromberg
Drei süße Mädels (Three Smart Girls) – Joe Pasternak, Charles R. Rogers
Flucht aus Paris (A Tale of Two Cities) – David O. Selznick
Louis Pasteur (The Story of Louis Pasteur) – Henry Blanke
Lustige Sünder (Libeled Lady) – Lawrence Weingarten
Mr. Deeds geht in die Stadt (Mr. Deeds Goes to Town) – Frank Capra
Ein rastloses Leben (Anthony Adverse) – Henry Blanke
Romeo und Julia (Romeo and Juliet) – Irving Thalberg
San Francisco – John Emerson, Bernard H. Hyman
Zeit der Liebe, Zeit des Abschieds (Dodsworth) – Samuel Goldwyn, Merritt Hulburd

### Beste Regie
Frank Capra – Mr. Deeds geht in die Stadt (Mr. Deeds Goes to Town)
Gregory La Cava – Mein Mann Godfrey (My Man Godfrey)
Robert Z. Leonard – Der große Ziegfeld (The Great Ziegfeld)
W. S. Van Dyke – San Francisco
William Wyler – Zeit der Liebe, Zeit des Abschieds (Dodsworth)

### Beste Regieassistenz
Jack Sullivan – Der Verrat des Surat Khan (The Charge of the Light Brigade)
Clem Beauchamp – Der Letzte der Mohikaner (The Last of the Mohicans)
William H. Cannon – Ein rastloses Leben (Anthony Adverse)
Joseph M. Newman – San Francisco
Eric Stacey – Der Garten Allahs (The Garden of Allah)

### Bester Hauptdarsteller
Paul Muni – Louis Pasteur (The Story of Louis Pasteur)
Gary Cooper – Mr. Deeds geht in die Stadt (Mr. Deeds Goes to Town)
Walter Huston – Zeit der Liebe, Zeit des Abschieds (Dodsworth)
William Powell – Mein Mann Godfrey (My Man Godfrey)
Spencer Tracy – San Francisco

### Beste Hauptdarstellerin
Luise Rainer – Der große Ziegfeld (The Great Ziegfeld)
Irene Dunne – Theodora wird wild (Theodora Goes Wild)
Gladys George – Die zweite Mutter (Valiant Is the Word for Carrie)
Carole Lombard – Mein Mann Godfrey (My Man Godfrey)
Norma Shearer – Romeo und Julia (Romeo and Juliet)

### Bester Nebendarsteller
Walter Brennan – Nimm, was du kriegen kannst (Come and Get It)
Mischa Auer – Mein Mann Godfrey (My Man Godfrey)
Stuart Erwin – Der springende Punkt (Pigskin Parade)
Basil Rathbone – Romeo und Julia (Romeo and Juliet)
Akim Tamiroff – Der General starb im Morgengrauen (The General Died at Dawn)

### Beste Nebendarstellerin
Gale Sondergaard – Ein rastloses Leben (Anthony Adverse)
Beulah Bondi – The Gorgeous Hussy
Alice Brady – Mein Mann Godfrey (My Man Godfrey)
Bonita Granville – Infame Lügen (These Three)
Maria Ouspenskaya – Zeit der Liebe, Zeit des Abschieds (Dodsworth)

### Bestes Drehbuch
Pierre Collings, Sheridan Gibney – Louis Pasteur (The Story of Louis Pasteur)
Frances Goodrich, Albert Hackett – Dünner Mann, 2. Fall (After the Thin Man)
Eric Hatch, Morrie Ryskind – Mein Mann Godfrey (My Man Godfrey)
Sidney Howard – Zeit der Liebe, Zeit des Abschieds (Dodsworth)
Robert Riskin – Mr. Deeds geht in die Stadt (Mr. Deeds Goes To Town)

### Beste Originalgeschichte
Pierre Collings, Sheridan Gibney – Louis Pasteur (The Story of Louis Pasteur)
Adele Comandini – Drei süße Mädels (Three Smart Girls)
Robert E. Hopkins – San Francisco
Norman Krasna – Blinde Wut (Fury)
William Anthony McGuire – Der große Ziegfeld (The Great Ziegfeld)

### Beste Kamera
Tony Gaudio – Ein rastloses Leben (Anthony Adverse)
George J. Folsey – The Gorgeous Hussy
Victor Milner – Der General starb im Morgengrauen (The General Died At Dawn)

### Bestes Szenenbild
Richard Day – Zeit der Liebe, Zeit des Abschieds (Dodsworth)
Albert S. D’Agostino, Jack Otterson – The Magnificent Brute
William S. Darling – Signale nach London (Lloyds of London)
Cedric Gibbons, Fredric Hope und Edwin B. Willis – Romeo und Julia (Romeo and Juliet)
Cedric Gibbons, Eddie Imazu und Edwin B. Willis – Der große Ziegfeld (The Great Ziegfeld)
Anton Grot – Ein rastloses Leben (Anthony Adverse)
Perry Ferguson – Winterset

### Bester Schnitt
Ralph Dawson – Ein rastloses Leben (Anthony Adverse)
Edward Curtiss – Nimm, was du kriegen kannst (Come and Get It)
William S. Gray – Der große Ziegfeld (The Great Ziegfeld)
Barbara McLean – Signale nach London (Lloyds of London)
Otto Meyer – Theodora wird wild (Theodora Goes Wild)
Conrad A. Nervig – Flucht aus Paris (A Tale of Two Cities)

### Bester Ton
Douglas Shearer – San Francisco
John Aalberg – That Girl from Paris
Edmund H. Hansen – Mississippi-Melodie (Banjo on My Knee)
Franklin Hansen – Texas Rangers (The Texas Rangers)
Nathan Levinson – Der Verrat des Surat Khan (The Charge of the Light Brigade)
John P. Livadary – Mr. Deeds geht in die Stadt (Mr. Deeds Goes To Town)
Thomas T. Moulton – Zeit der Liebe, Zeit des Abschieds (Dodsworth)
Elmer Raguse – General Spanky
Homer G. Tasker – Drei süße Mädels (Three Smart Girls)

### Beste Filmmusik
Leo F. Forbstein – Ein rastloses Leben (Anthony Adverse)
Leo F. Forbstein – Der Verrat des Surat Khan (The Charge of the Light Brigade)
Werner Janssen, Boris Morros – Der General starb im Morgengrauen (The General Died At Dawn)
Nathaniel Shilkret – Winterset
Max Steiner – Der Garten Allahs (The Garden of Allah)

### Bester Song
„The Way You Look Tonight“ aus Swing Time – Dorothy Fields, Jerome Kern
„Did I Remember“ aus Suzy – Harold Adamson, Walter Donaldson
„I’ve Got You Under My Skin“ aus Zum Tanzen geboren (Born to Dance) – Cole Porter
„A Melody from the Sky“ aus Kampf in den Bergen (The Trail of the Lonesome Pine) – Louis Alter, Sidney D. Mitchell
„Pennies from Heaven“ aus Pennies from Heaven – Johnny Burke, Arthur Johnston
„When Did You Leave Heaven“ aus Sing, Baby, Sing – Walter Bullock, Richard A. Whiting

### Bester Kurzfilm – Cartoon
Der Vetter vom Lande (The Country Cousin) – Walt Disney
The Old Mill Pond – Hugh Harman, Rudolf Ising
Popeye the Sailor Meets Sindbad the Sailor – Max Fleischer

### Bester Kurzfilm – Farbe
Give Me Liberty – Warner Bros. 
La Fiesta de Santa Barbara – Lewis Lewyn
Popular Science J-6-2 – Paramount

### Bester Kurzfilm – eine Filmrolle
Bored of Education – Hal Roach
Moscow Moods – Paramount
Wanted – A Master – Pete Smith

### Bester Kurzfilm – zwei Filmrollen
The Public Pays – Metro-Goldwyn-Mayer
Double or Nothing – Warner Bros.
Dummy Ache – RKO Radio

### Beste Tanzregie
Seymour Felix – Der große Ziegfeld (The Great Ziegfeld)
Busby Berkeley – Gold Diggers of 1937
Bobby Connolly – Kain und Mabel (Cain and Mabel)
Dave Gould – Zum Tanzen geboren (Born to Dance)
Jack Haskell – One in a Million
Russell Lewis – Tanzende Piraten (Dancing Pirate)
Hermes Pan – Swing Time

## Besondere Auszeichnungen
| Ehrenoscar                             | The March of Time |
| Ehrenoscar                             | W. Howard Greene und Harold Rosson |
| Academy Award of Merit                 | Douglas Shearer und M-G-M SSD for the development of a practical two-way horn system and a biased Class A push-pull recording system                         |
| Preis für Wissenschaft und Entwicklung | Edward C. Wente und Bell Telephone Laboratories for their multi-cellular high-frequency horn and receiver                                                    |
| Preis für Wissenschaft und Entwicklung | RCA-Victor for their rotary stabilizer sound head |
| Preis für Technische Verdienste        | RCA-Victor for their development of a method of recording and printing sound records utilizing a restricted spectrum (known as ultra-violet light recording) |
| Preis für Technische Verdienste        | Electrical Research Products Inc. for the ERPI ‘Type Q’ portable recording channel                                                                           |
| Preis für Technische Verdienste        | RCA-Victor for furnishing a practical design and specifications for a non-slip printer                                                                       |
| Preis für Technische Verdienste        | United Artists Studio Corp. for the development of a practical, efficient and quiet wind machine                                                             |